# Anna Maria Dalí i Domènech
Anna Maria Dalí i Domènech (Figueres, 6 de gener del 1908 - Cadaqués, 16 de maig del 1989) fou una escriptora, filla adoptiva i personatge de Cadaqués, on va viure la majoria de la seva vida adulta i moltes temporades de nena i jove.

## Biografia
Fou el tercer fill del matrimoni Felipa Domènech i Salvador Dalí (pare), un notari de Figueres, i la germana de Salvador Dalí. De petita i de jove, tenia molt bones relacions amb el seu germà, que li portava quatre anys, i els seus amics, com ara el gran poeta Federico Garcia Lorca, que va passar temporades a Cadaqués a casa seva (per primera vegada el 1925, quan ella tenia 17 anys), i amb el qual mantenien una correspondència de gran amistat. Va servir sovint de model per a diverses pintures de Salvador Dalí en la seva època jove. De fet, Anna Maria Dalí va marcar una època en l'obra pictòrica de Dalí. Durant la Guerra Civil la seva i altres famílies benestants de Figueres van patir la repressió de la rereguarda republicana. Anna Maria va ser detinguda el 4 de desembre de 1938, acusada falsament d'espionatge. Va estar disset dies empresonada en diverses presons on va patir múltiples tortures i violacions. Tot això passava poc abans que les tropes franquistes arribessin a la frontera francesa. Va patir una forta crisis nerviosa que li va salvar la vida, ja que, arran d'aquesta crisi, va sortir en llibertat. Acabada la guerra va ingressar a la "Hermandad de Excautivos", organització d'àmbit nacional que exaltava els valors dels que havien estat empresonats durant la guerra en territori republicà.
Arran d'aquest període d'empresonament, Anna Maria es va sumir en una depressió i els seus familiars no sabien si se'n sortiria. Va ser gràcies al seu amic Manuel Brunet, que va començar a sortir i a pensar, seriosament, en escriure. D'aquesta amistat en van sorgir, anys més tard, dues publicacions: Tot l'any a Cadaqués i Dalí vist per la seva germana. Aquesta obra era una resposta a l'autobiografia del seu germà La vida secreta de Salvador Dalí i Anna Maria la va escriure amb l'únic objectiu de refutar i contrarestar molts dels fets exposats en l'autobiografia que Dalí va escriure l'any 1942.
Va ser íntima amiga també de la poetessa Quima Jaume, a qui va animar a escriure quan aquella encara no havia assolit renom. Més tard, la poeta li va dedicar un article-estudi, al Punt el 1990, que li valgué el premi periodístic "Premi de Cadaqués a Carles Rahola".
També va ser íntima amiga d'Antonina Rodrigo García (guanyadora del Premi Internacional de Periodisme Manuel de Falla el 1975, Premi Internacional Académie Européenne des Arts el 1988 i recipient de la Creu de Sant Jordi el 2006), la gran biògrafa de Salvador Dalí i Federico Garcia Lorca, que també li va dedicar un llibre en part a ella i la seva infantesa junt amb el Salvador.
Com bé diu la Quima Jaume a "Anna Maria Dalí i Cadaqués", el seu article biogràfic i sobre l'obra de l'autora: l'Anna Maria no es considerava escriptora, tanmateix, va escriure quatre llibres sobre Cadaqués i el seu germà." El primer dels llibres enfocava les seves vivències de joventut amb el seu germà i estava escrit originalment en català però publicat en castellà. Més tard en faria una versió ampliada i renovada que es publicaria en català. Els seus segon i tercer llibres eren sobre vivències, costums, tradicions, anècdotes de Cadaqués, enfilat amb la novel·lització de la vida del pobletà, amb personatges del poble inventats, sovint humils (pescadors, peixateres, etc.), tot embolcallat en un to poètic, líric i contemplatiu. El seu tercer llibre reflecteix la influència de Rabindranath Tagore, un autor que ella admirava molt. El seu quart llibre també versa sobre Cadaqués, aquest en un to més nostàlgic pel Cadaqués perdut de la joventut.
L'Anna Maria va viure a la casa de la seva família a Es Llané (Cadaqués), els últims anys acompanyada de la seva majordoma Emília Pomés, a qui va llegar la seva casa. El 1987, va llegar alguns dels seus arxius amb manuscrits i correspondència, fotos i records de Federico Garcia Lorca, al Centro de Estudios Lorquianos de la Diputació de Granada.
A part d'escriure i servir de model al seu germà, l'Anna Maria, també va pintar algunes obres. A la pàgina Arcadia es poden veure alguns dibuixos en color de flors, en un estil naïf que recorda un xic a Maria Girona. També va participar, tot i que es creu que mínimament, en l'esbos pel decorat de l'obra de teatre “Mariana Pineda” de Garcia Lorca, realitzat per Salvador Dalí i Garcia Lorca.
Dos anys abans de morir va caure malalta. Va morir al mateix Cadaqués.

## Obres
- Dalí visto por su hermana, escrit en català però publicat en castellà. Barcelona: Editorial Joventut, 1949.
  - Noves imatges de Salvador Dalí, versió original de "Dalí visto por su hermana", versió ampliada. Barcelona: Columna Edicions, 1989.
  - Salvador Dalí vist per la seva germana, amb estudi introductori i edició a cura de Mariona Seguranyes. Barcelona: Viena Edicions, 2012, reedició de la versió original en català amb textos complementaris de l'autora publicada el 1989.[6][7]
- Tot l'any a Cadaqués, xilografies de Josep Narro,[8] pròleg de Manuel Brunet. Barcelona: Editorial Joventut, 1951.
- Des de Cadaqués. Granollers - Barcelona: Editorial Montblanc-Martin, 1982.
- Miratges de Cadaqués, amb fotografies de l'autora. Barcelona: Edicions de Nou Art Thor, 1985.
- El pròleg al recull de poesia de Montserrat Vayreda: Els pobles de l'Empordà, amb pintures de Lluís Roura, pròleg d'Anna Maria Dalí i epíleg de Maria Àngels Anglada, Figueres: Carles Vallès Editor, 1984.[9]